# تیلی ویل
تیلی ویل (Tally Weijl) یک برند لباس است که مرکز آن در شهر بازل سوئیس قرار دارد. این شرکت، بیش از ۷۸۰ فروشگاه در ۳۷ کشور دنیا و با ۳۴۰۰ کارمند دارد (آمار فوریه ۲۰۱۵). تیلی ویل در سال ۱۹۸۴ توسط تیلی الفاسی ویل (Tally Elfassi-Weijl) و بیت گرورینگ (Beat Grüring) تأسیس شد.

## اطلاعات فروشگاه‌ها
آمار تعداد فروشگاه‌های تیلی ویل تا ۲۷ دسامبر ۲۰۱۵:
| آفریقا: - مصر: ۲ - آفریقای جنوبی: ۱ - لیبی: بازگشایی در ۲۰۱۶ - رئونیون: بازگشایی در ۲۰۱۶ | قاره آمریکا: - گواتمالا: ۲ | آسیا - ترکیه: ۷ - لبنان: ۵ - عربستان سعودی: ۵ - ایران: ۲ - اردن: ۱ - مغولستان: ۱ - بنگلادش: بازگشایی در ۲۰۱۶ - سنگاپور: بازگشایی در ۲۰۱۶ - امارات متحدهٔ عربی: بازگشایی در ۲۰۱۶ | اروپا - ایتالیا: ۱۹۳ - آلمان: ۱۸۳ - سوئیس: ۹۳ - اتریش: ۵۴ - یونان: ۴۴ - لهستان: ۴۴ - چک: ۲۷ - مجارستان: ۱۹ - فرانسه: ۱۵ - اوکراین: ۱۵ - کرواسی: ۱۱ - اسلوونی: ۱۱ - پرتغال: ۱۰ - اسلواکی: ۱۰ - قبرس: ۸ - هلند: ۸ - صربستان: ۸ - بلغارستان: ۷ - لیتوانی: ۴ - لوکزامبورگ: ۳ - مالت: ۳ - آلبانی: ۲ - بوسنی و هرزگوین: ۲ - بلژیک: ۱ - استونی: ۱ - ایرلند: ۱ - کوزوو: ۱ - لتونی: ۱ - مقدونیه شمالی: ۱ - مونته‌نگرو: ۱ - رومانی: ۱ - روسیه: ۱ - اسپانیا: ۱ - بلاروس: بازگشایی در ۲۰۱۶ |